# Mariquita, Tolima
Mariquita [, San Sebastian de] là một khu tự quản thuộc tỉnh Tolima, Colombia. Thủ phủ của khu tự quản Mariquita [, San Sebastian de] đóng tại Mariquita Khu tự quản Mariquita [, San Sebastian de] có diện tích 290 ki lô mét vuông. Đến thời điểm ngày 28 tháng 5 năm 2005, khu tự quản Mariquita [, San Sebastian de] có dân số 27198 người.